# Ajuchitlán del Progreso (kommun)
Ajuchitlán del Progreso är en kommun i Mexiko.   Den ligger i delstaten Guerrero, i den södra delen av landet, 230 km sydväst om huvudstaden Mexico City. Antalet invånare är 38 203. Arean är 1 984 kvadratkilometer.
Terrängen i Ajuchitlán del Progreso är bergig söderut, men norrut är den kuperad.
Följande samhällen finns i Ajuchitlán del Progreso:
- Ajuchitlán del Progreso
- Corral Falso
- Changata
- San Jerónimo el Grande
- San Mateo
- Cantón de Guerrero
- El Aguaje
- Ayavitle
- Pocitos del Balcón
- Puerto del Coco
- La Comunidad
- La Hacienda Santa Fe
- Colonia Villa Hermosa
- Nanche Colorado
- Cuatro Cruces
- Gómez Farías
- Santa Rosa Primera
- Los Fresnos de Puerto Rico
- Ixcapuzalco
- San Jerónimo Santa Fe
- San Gabriel
- Pinzán Morado
- El Tepehuaje
- Chilacayote
- La Lajita
- El Carrizal
- San Sebastián
- Los Fabianes
- El Tule